# サンバリュ
『サンバリュ』は、日本テレビの単発特別番組枠。放送時間は、毎週日曜日14:00 - 15:00に放送されている。
2006年10月7日から2013年9月28日までは土曜日午後に『サタデーバリューフィーバー』の番組名で放送されていた。

## 番組内容
- 2006年9月までに放送された『バリューナイトフィーバー』から引き継がれる形でスタートさせ、企画内容も同様に、日本テレビの番組スタッフが新たな番組を持つべく、面白い企画を持ち込み、放送するものである。『バリューナイトフィーバー』が1つの放送を2週 - 3週に渡って放送したのに対し、当番組は1週完結である。
- 2008年12月まで不定期に放送された『報道特捜プロジェクト』などが代替放送された場合は放送休止となっていた。
- 2008年10月には放送時間が1時間に短縮され、さらに2009年4月に『サプライズ』開始による影響で土曜日17:30枠の30分のバラエティ番組が13:30枠に入ったため、番組自体は14:00からの放送に繰り下がった。2010年1月23日よりさらに30分のバラエティ番組枠が14:00から設定されたため、14:30からの放送に繰り下がったが、同年2月13日より14:00からの放送に戻り、同年4月3日からは13:30からの放送に戻った。
- 2013年9月28日をもって土曜日午後での放送は終了し、翌週10月6日からは『サンバリュ』に改題の上、日曜日午後に枠移動した。ただし、改題後も稀に土曜日午後に放送される場合がある。
- 2020年10月改編で『お笑いG7サミット』が終了し、枠が空いたため、放送時間を30分繰り上げ、日曜12:45 - 13:45となった。
- 2020年12月からは12:45 - 13:15枠で『We NiziU! TV』が開始されるため、放送時間を30分繰り下げ、日曜13:15 - 14:15となる。
- 2021年4月からは再度、12:45 - 13:45での放送となった。
- 2022年4月改編で『超無敵クラス』が日曜12:45 - 14:00に移動となるため、本枠は1時間15分繰り下げて14:00 - 15:00に移動。

## 放送された番組

### 2006年
| 10月7日  | こちら芸能特捜刑事!                                | 芸能人3人と「容疑者」と呼ばれる芸能人6,7人が、賞金30万円を賭けてヒントを頼りに警察の捜査に見立てて「真実」にそった人物を探す。司会は今田耕司と森麻季。 |
| 10月21日 | 押忍!ツッパリおとこ組                              | 元ヤンキーの芸能人（嶋大輔、香田晋、脇知弘、バッドボーイズ佐田正樹、ラフ・コントロール重岡謙作、梶本貴史）が世界の男性たちにぶっつけ本番で対決する。 |
| 10月28日 | 運ころがしの旅                                     | 「どこ」で「誰」と「何をするための旅」かをルーレットで決め、その結果に従って旅をする。ナレーターは須賀健太。翌年2007年3月20日に19:00 - 20:54枠で特番が放送された（ナレーターは山内菜々でナビゲーターは伊藤淳史）。長州小力が、福島で長州力と料理を食べた。 |
| 11月4日  | 現役女子大報道学部                                 | ニュースキャスター役の谷原章介の元、報道を志す女子大生60人がニュースの「現場」で実習していく。 |
| 11月11日 | ドクター・チョイス! 芸能人が通う医者だらけの診察室 | 名倉潤理事長とMEGUMI秘書兼看護師が、芸能人の悩みを聞き、生活状態から医者らがトークをしていき対処方を出す。 |
| 11月25日 | THE★歌ゲー将軍                                     | チーム4組に分かれて、ヒット曲を使った「歌ゲー」で遊ぶ。MCは東野幸治・森麻季。 |
| 12月2日  | 欲9                                                | 「バリューナイトフィーバー」で8月19日、9月2日にも放送。MCは南海キャンディーズ（前回出演の中田有紀は出演していない）。今回は、BS日テレのメインキャスター決めと村長たちによる雑誌掲載決めの2つ。                                                             |
| 12月9日  | 密着!日テレ『人間観察部』25時                      | 芸能人たちが街にでて、決められたキャラ（性格）の人物を見つけ出す。 |
| 12月23日 | なんてったって同級生                               | 同級生（同い年である芸能人）同士の人生を比較する。比較するところでは同局で放送された「おすぎとピーコの金持ちA様×貧乏B様」と似ている。 |

### 2007年
| 1月13日  | バック・トゥ・ザ・フーズ                               | 「歴史を変えた食事」をテーマに、食物の歴史を探る。くりぃむしちゅーの上田晋也とオセロの中島知子が司会。 |
| 1月27日  | もしも私が主役だったら                                 | |
| 2月3日   | こちら芸能特捜刑事!（2回目）                           | |
| 2月10日  | 怪答紳士                                               | 「協力なキャラクター」世の中からは怪しい人、変わり者として扱われている人の波瀾万丈の人生を紹介。内村光良とタカアンドトシが司会。タカアンドトシは当番組が初MCとなる。 |
| 3月3日   | オジサンズ11                                           | |
| 3月10日  | 未来先取りワイドショー FUTURE NEWS                     | MC雨上がり決死隊による架空のワイドショー番組「FUTURE NEWS」で勝手に報じられた「1週間後の未来のニュース」（＝課題）を芸能人達が次回の放送日である1週間以内に実現させる。 |
| 3月24日  | 惑星ジャパ〜ン!                                        | 外国人が日本探求バラエティ。MCはビビる大木。 |
| 3月31日  | それいけ!世界の金メダル!                               | 海外の大会に日本の芸能人が日本代表として挑戦。MCはガレッジセール。 |
| 4月7日   | オトナの社会科見学                                     | |
| 4月28日  | 熱血両親作 天才!スポキッズ!!                           | |
| 5月5日   | オトナの資格                                           | |
| 5月12日  | 正解率100%100万円クイズ                                | |
| 5月26日  | 海外移住バラエティー これが世界の暮らし方              | |
| 6月2日   | 前向きおブスちゃんバラエティ ぽじてぃブス              | |
| 6月9日   | あらすじで楽しむ世界名作劇場                           | |
| 6月30日  | トランクポーター                                       | |
| 7月7日   | 60億台のホームビデオ テレビでは見られない世界があった! | |
| 7月14日  | 桃太郎一座!村人喜ばせ隊                                | |
| 7月28日  | 女子アナ秘境特派員                                     | |
| 8月11日  | ボクらの学校                                           | |
| 8月25日  | うたナビ☆7                                             | |
| 9月1日   | ロングウォーク〜生きるために歩き続ける〜               | ドキュメントバラエティ |
| 9月8日   | 女子アナ戦隊12レンジャー                               | 日本テレビ系列の女性アナウンサー12人がプロ野球12球団を取材する。 |
| 9月22日  | ジカアタリ!〜気になるニュース〜                        | 山里亮太が丸山和也を、くまきりあさ美をがけっぷち犬とその妹犬の再会を、佐田正樹が韓国偽ブランド品事情を、進行役の千原ジュニアが取材当時建設中の首都高速中央環状線と首都高速道路料金制度を、それぞれ取材。取材内容をニュースデスク役の田原総一朗が切っていくニュースバラエティ。ニュースキャスターは中田有紀。 |
| 9月29日  | 驚き☆ゼミナール6                                       | |
| 10月6日  | ロコもん!                                              | 全国各地のローカルタレントを取材。司会はさまぁ〜ず、関根麻里 |
| 10月13日 | 限定プリンス発掘バラエティー 王子が出るよ!             | ベッキー、ますだおかだの王子探しの旅。 |
| 10月27日 | まごころ換金バラエティー オモテナシ                    | ボビー・オロゴン、デヴィ夫人、スザンヌがそれぞれ3日前から宿泊準備していた一般家庭に（田舎に泊まろう!的に）一泊し、パネラー4人が判断した最良のおもてなしの一般家庭に賞金30万円を贈呈。MCは馬場典子。賞金も宿泊準備期間もない類似企画が21世紀エジソン（TBSテレビ）であった。                                   |
| 11月3日  | クイズ!脳天イライラクイズ                              | 2チーム対抗のクイズ。バットを振って、監督（チームリーダー）に自信をアピールしないと解答権が得られない仕組み。MCは羽鳥慎一、脊山麻理子。2008年4月からレギュラー化。 |
| 11月10日 | ラリーKING                                             | |
| 11月24日 | 宿命のフレーズ大辞典                                   | 司会：上田晋也 |
| 12月1日  | おあずけレストラン                                     | |
| 12月8日  | 世界!女子アナ情報局                                    | 司会：八木亜希子 |
| 12月29日 | ファインダー2007                                       | 2007年の「ヒーロー」「美」「大喰い」をテーマにしたドキュメンタリー番組。16:55 - 18:20に放送。 |

### 2008年
| 1月12日  | クイズ!!シャムロック                                                          | 続編は2008年3月31日21:00 - 22:48にゴールデンタイムで特別番組を放送。 |
| 1月26日  | お仕事潜入バラエティ ぼくらの7日間就職                                        | 司会はキングコング、馬場典子。テレビ朝日「業界技術狩人 ギョーテック」に類似している。 |
| 2月2日   | 新からだ学 アナトミア                                                         | |
| 2月9日   | ハリコミらいおん!!                                                            | 2007年10月 - 12月に土曜17時台でレギュラー番組として放送。 |
| 2月23日  | メールが導くリアルラブストーリー 恋の神様                                     | |
| 3月1日   | ラリーKING（第2回）                                                           | |
| 3月8日   | 女性☆ヘヴン                                                                   | |
| 3月22日  | コンプリート・チョイス                                                        | |
| 3月29日  | 神の領域!                                                                     | |
| 4月5日   | Gスタ!!                                                                       | 「歌スタ!!」の特別編で、「ロンQ!ハイランド」の新キャラクター等の公開オーディションを行った。番組名の由来は収録スタジオ。 |
| 4月12日  | モテ♥パパ3                                                                    | 子供にモテたい芸能人パパのためになる様々なモテ方法を、モテ♥パパコンシェルジュの勝俣州和と田村亮が紹介、コンシェルジュの情報を子供にモテたい芸能人パパが子供の前で実践。                                                            |
| 4月26日  | げんこつガバメント!                                                           | コント・ゲーム・ロケと笑い満載の“お笑いバラエティー”。メンバーは次長課長・タカアンドトシ・フットボールアワー・ザブングル4組の芸人コンビに髙田延彦・関根麻里・川村ゆきえが集合！                                                    |
| 5月3日   | ショコラ                                                                      | 女の秘密にまつわるテレビドラマとトーク番組を組み合わせた形式。2008年9月27日22:00 - 23:30に第2弾、同年12月17日22:40 - 翌0:04（本来は、22:35 - 23:59だったが、サッカークラブW杯中継延長のため）に第3弾をプライムタイムで特番を放送。 |
| 5月10日  | 女はソレを我慢できない                                                        | 映画「男はソレを我慢できない」の女版。聞き手及び進行MCは羽鳥慎一アナウンサー。 |
| 5月24日  | 押しかけ!セレブハケン                                                         | |
| 5月31日  | イタメンっ♪痛いメンズカタログ                                                 | |
| 6月7日   | タイムマシーン株式会社                                                        | タイムトラベルを目的とする架空の企業。タイムマシーンロボット（声：ビビる大木）が案内役。 |
| 6月21日  | 芸能人検定2008 スターの真実まるわかりSP                                       | 芸能人にまつわるクイズ番組。司会は陣内智則、久本雅美、馬場典子アナウンサー。続編は2008年10月3日19:00 - 20:54にゴールデンタイムで特別番組を放送。                                                                                   |
| 6月28日  | リサーチバトル・オヤジVS美少女                                                | 「オジサンズ11」のスピンオフ作品。オジサンズ11のうちの1人と、女性タレントがお互いの事を調査対決。 |
| 7月5日   | みやげ話みつけ旅SP                                                            | |
| 7月12日  | 判決!スゴ偉人裁判!!                                                           | 架空の法廷で、本村健太郎弁護士が芸能人扮する検察側と、偉人をめぐって論戦。裁判員シミュレーション番組。 |
| 7月26日  | ザ・大年表 お笑いブーム偉人伝                                                 | |
| 8月2日   | LQ〜ズルい女の問題集下半期賢く勝つ技30                                        | |
| 8月16日  | 新風のHISTORIA                                                                | |
| 8月23日  | ガールズ・ライク・マネー                                                      | |
| 8月30日  | 恋して、マーケ。                                                              | 恋愛マーケティング |
| 9月6日   | 上田晋也・ウエンツ瑛士の偉人の品格に学べ!あなたは偉人・凡人・ダメ人間!?       | |
| 9月20日  | かぶけ!数奇者                                                                 | 司会は千原ジュニア、加藤夏希。サバンナらが、一風変わった趣味を持つ“数奇者”を紹介。 |
| 9月27日  | ボクとオカンのへその緒デート                                                  | 有名芸能人が母とデート。司会はフットボールアワー。 |
| 10月25日 | 堂本光一所長presentsアンラッキー研究所                                        | タレントが自身が体験した笑える不幸話を持ち寄って発表する。研究員はその不幸話が「アンラッキー」か「アンラッキーじゃない」かを判定する。                                                                                             |
| 11月1日  | 堂本光一PRESENTS 死ぬまでに知りたい10の事〜知神（しりがみ）さまのギモン評議会 | |
| 11月8日  | 爆笑問題の評決クダル!                                                         | 続編が2009年4月10日から2009年8月26日まで「金曜サプライズ」のコーナーで放送された。 |
| 11月22日 | 絶対知っておきたい10人                                                        | 続編を2009年4月2日の19:00 - 20:54に「絶対知っておきたい20人」として特番化。 |
| 11月29日 | 未解決恋愛事件簿 忘恋（わすれん）ぼう。                                       | |
| 12月6日  | マチャミの人生100倍楽しもう会                                                 | |

### 2009年
| 1月17日       | 寿命をのばすワザ百科                                                    | 2009年4月から5月に土曜13:30からの30分番組としてレギュラー放送し、2010年7月から9月にも金曜19時台でレギュラー放送。 |
| 1月24日・31日 | 東野・岡村の旅猿 プライベートでごめんなさい…中国の旅                    | 以前は、TBSが製作局だった。2009年7月1日21:00 - 22:48に「東野・岡村の旅猿 プライベートでごめんなさい…ベトナムの旅」としてゴールデンタイムで特別番組を放送。2010年10月11日から、毎週月曜夜23:58からの31分番組として9か月間レギュラー放送。      |
| 2月7日        | 世直し特番 モンクの叫び〜開いた口がふさがらない〜                       | |
| 2月14日       | 絶対ハマる入門書 THE趣味レーション                                      | |
| 2月21日       | 世界が変わる命の数字                                                    | |
| 3月7日        | 神様が書いた!映画を超えるミラクル実話                                   | |
| 3月14日       | ザ・ハウスルール                                                        | 第2回以降はプライムタイムで不定期に放送。 |
| 3月21日       | ヒミツ語解明バラエティ ジャーゴンの秘密辞典                             | |
| 3月28日       | 禁断のウラ事典 ザ・タブー                                               | |
| 4月4日        | まんてん☆トーク                                                         | |
| 4月11日       | アナタのお金を診断します 解決!マネーホスピタル                          | |
| 4月18日       | 妻は見た!偉人のすっぴん〜ある夫婦の愛の物語〜                           | |
| 4月25日       | ワンコイン☆グルメ                                                       | |
| 5月2日        | 億タメ                                                                  | |
| 5月9日        | イルカデルカ                                                            | 2010年1月4日19:00 - 20:54にゴールデンタイムで特別番組を放送。 |
| 5月16日       | 知恵☆BAD!〜芸能人を救うベストアンサー〜                                 | |
| 5月23日       | オレ説!                                                                 | |
| 5月30日       | 若手芸人捨て身トーク 楽屋でぶっちゃけ裏話                               | |
| 6月6日        | さまぁ〜ずの悲しい告白劇ジョー                                          | |
| 6月13日       | ミリオンダイス                                                          | 2010年1月14日から「SUPER SURPRISE（木曜）」でレギュラー放送。2011年2月17日に終了。 |
| 6月20日       | オカネのニオイ                                                          | |
| 6月27日       | 生活発想力研究所                                                        | |
| 7月4日        | 出港!逆黒船テレビ!!2                                                    | |
| 7月11日       | なんでも実況!24時                                                       | |
| 7月18日       | 防犯&防災バラエティ「いきなりSOS!」〜あの人気芸人は、その時どうする!?〜 | |
| 7月25日       | たった3行でつかむ極意                                                   | |
| 8月1日        | 密室謎解きバラエティー 脱出ゲームDERO!                                  | 番組が作りだした密室に監禁された挑戦者が知力・体力を駆使し、様々な仕掛けや障害が施された密室から脱出することを目指す。2009年12月19日から2010年2月6日まで土曜13:30 - 14:00に5回放送され、2010年4月21日から水曜19時台で11か月間レギュラー放送。 |
| 8月8日        | 宿命のライバル決着バラエティ「バーサス倶楽部」                          | |
| 8月15日       | 腹ぺこ!オーダーズ・ハイ!!                                               | |
| 8月22日       | 〜人気グルメチェーン店ツアーバトル〜 めっくて食べまSHOW!                | |
| 9月5日        | トリハダリアル! 〜本当は怖い○○〜                                        | |
| 9月12日       | あの人気者が自分自身を大解剖! スターを作った30ピース                    | |
| 9月26日       | ゲーム開発バラエティ「それいけ☆にゃーランド!!」                         | |
| 10月17日      | 物欲ムキ出しバラエティ ホシイモノハンター「モノハン」                   | |
| 10月24日      | 人生かけて自分で撮ったドキドキ!ドキメントグランプリ                     | |
| 10月31日      | うわさまぁ〜ず-ガセネタ信じちゃいけないよっ-                            | |
| 11月7日       | 不可思議探偵団                                                          | 都内某所の事務所で人知れず活動している「不可思議探偵団」が、世界中の「不可思議現象」を解明する。2010年4月12日から月曜19時台でレギュラー放送。                                                                                                 |
| 11月14日      | 1億3000万人の知恵袋 キになるソボQの森                                   | |
| 11月21日      | タカトシのサバイバルマーケット〜体を張って競り落とせ〜                  | |
| 11月29日      | 人生でいつかは使いたい極上ちょいネタ ワンコインキング                   | 編成上の都合で、11月28日放送分をこの回のみ翌日（日曜日）16:25 - 17:25に振替放送した。 |
| 12月5日       | ゲームバラエティ×音楽バラエティー「うたゲーTOWN」                       | 歌って答える様々なルールのカラオケゲームで競う。2010年4月9日19:00 - 20:54にゴールデンタイムで特別番組を放送。 |

### 2010年
| 1月16日  | SHOW撃!袋とじシアター                                    | |
| 1月23日  | なんなん?（ハテナ）                                      | |
| 1月30日  | 世界!カルチャーサミット                                  | フランスでは小学校の給食に豪華なフルコースが出る / イタリアではナンパできない男が急増して社会問題になっている / 世界のお袋の味カルチャー 韓国では会社からキムチ手当てが出る。今田耕司とベリッシモ・フランチェスコのイタリアナンパ事情の解説など。                                                     |
| 2月6日   | 日本一早く押せない早押しクイズ 迷Qボタン                 | 関東地方のどこかに設置された早押しボタンを映像をヒントに探し出し、押して問題に答えるクイズ。 |
| 2月20日  | 試験に絶対出ない! 芸能界の公式                           | |
| 3月6日   | アバター劇場 おしえてくん                                | |
| 3月13日  | 10★ピース                                                | ある人や物事を断片的に物語る10個のキーワード（piece）を手がかりに、それが誰なのか、何なのかを推理する連想ゲーム。 |
| 3月20日  | LIFE LINE                                                | |
| 4月10日  | ルーツ探究バラエティ! ななな?のネプダス                  | |
| 4月17日  | よみがえれ偉人伝説! ザ★レジェンド                        | |
| 4月24日  | 好きになった人                                           | ゲストが過去に好きになった人の一覧を時系列ごとに『恋年表』として作成し、その中からもう一度会ってみたい当時の恋愛相手を番組が徹底的に調査する。 |
| 5月1日   | 運命の黒い糸                                             | |
| 5月15日  | お騒がせ★FOODショー!                                     | |
| 5月29日  | 世界クイズトラベル!1Q36                                  | |
| 6月5日   | 女の金銭感覚SHOW ワリカン☆ツアー                         | |
| 6月12日  | 最先端科学でお悩み解決! タカトシなんでも相談室           | |
| 6月19日  | 週刊! ウワサのニュース50                                 | |
| 7月3日   | ナマエ de ヨバレネーゼ 〜知ってる!?私のMONO語り〜        | |
| 7月10日  | DNA!〜Dramatic News Academy〜                            | |
| 7月24日  | 人類遺産                                                 | |
| 7月31日  | ぐんぐんわかる! 年齢年表                                 | |
| 8月7日   | アタカモトラベル                                         | |
| 8月14日  | 一攫千金!?業界新アイデア!!「狙え!ゴールドマウンテン!!」  | |
| 9月4日   | グッドライフ総合研究所 〜安心・快適!これが私の未来年表〜 | |
| 9月18日  | 全てをつかむごはん道 女子めし部                          | |
| 9月25日  | 究極のグルメプレッシャーゲーム「タベテ100」              | 高級食材を使用した料理と、値段が安い食材を使用した料理を食べ比べ、高級食材を使用した料理を当てる。 |
| 10月2日  | デリート11（イレブン）                                   | |
| 10月9日  | なるほど!ニュースの大辞典                                | |
| 10月16日 | トーク・トゥ・ミー                                       | 若き5人の俳優（綾野剛、鈴木杏、高岡蒼甫、塚本高史、平岡祐太）がそれぞれ聞き手となり、戦場カメラマンの渡部陽一と対談。 |
| 10月23日 | マイノリティ・リポート                                   | 普通のニュース番組では絶対に取り扱われないような「ニッチでマイノリティーな世界」をニュース形式で紹介する。 |
| 10月30日 | 地球食堂〜通ぶれる美味しい話〜                           | |
| 11月6日  | TIMES 〜時代の情熱〜 真夜中の新宿物語                    | 夜の新宿における約20年の変化をとりあげたドキュメンタリー。「スーパーテレビ情報最前線」等過去の映像を引用しつつ、現在の街や人々の状況を取材。 |
| 11月20日 | 知らなかったの?ウラシマン!                               | |
| 11月27日 | 社長からの問題です。                                     | |
| 12月4日  | 世界に1つのサプライズソング                              | |
| 12月11日 | 12人の怒れる女                                           | |
| 12月18日 | スター☆ドラフト会議                                      | 自薦・他薦で番組に応募した一般人や無名タレントが「スター候補生」としてスタジオでパフォーマンス（歌、コント、一発芸、演技など）を行う。その後、ゲストの「スター鑑定人」が候補生に様々な質問をするなどしてそれぞれのキャラクターやポテンシャルを引き出す。2011年4月12日から火曜22時台でレギュラー放送。 |
| 12月25日 | Xmasは女子会で!ゴシップの女王                            | |

### 2011年
| 1月15日  | ザ・スカウトマン                                        | |
| 1月22日  | 新型宝探し!9つの画の謎                                  | |
| 1月29日  | ハートフルサプライズ なみだ記念日                       | |
| 2月5日   | 芸能人がニュースを楽しく解説バトル! バーサス・スピーチ  | |
| 2月12日  | バカなフリして聞いてみた                                | 視聴者に代わって、常識人なら聞けないような下世話な質問をバカなフリをして専門家に聞く。2011年4月から、毎週火曜夜23:58からの31分番組としてレギュラー放送。 |
| 2月19日  | ブラマーヨ家のミミヨリーナ宮殿 世界で集めた（秘）口コミ | |
| 3月5日   | 笑いでセカイの話をしよう!                               | |
| 3月19日  | 半径3mの解体新書                                        | 本来なら3月12日に放送予定だったが、東日本大震災関連の報道特番のため1週繰り下げて放送。                                                                   |
| 3月26日  | ザ☆シャッフル                                           | 本来なら3月19日に放送予定だったが、東日本大震災発生のため1週繰り下げて放送。                                                                             |
| 4月9日   | 1番ソングSHOW                                           | 世間が気になる様々なジャンルの1番ソングを紹介する。 |
| 4月16日  | ザ・レッドゲーム                                        | 本来なら3月19日0:00 - 0:28・25日23:30 - 23:58に全国ネットで放送予定だったが、東日本大震災の関連の報道特番の関係で変更になった。                          |
| 4月24日  | クイズ!あなたは小学5年生より賢いの?                     | アメリカの番組「Are You Smarter Than a 5th Grader?」の日本版リメイク。                                                                                   |
| 4月30日  | THEミステイク                                           | |
| 5月7日   | ニッポン再検証プロジェクト「コ・コ・ロ・ミ・ル」        | |
| 5月14日  | 日本一簡単なチャレンジ倶楽部                            | |
| 5月21日  | 世紀の和解SHOW                                          | |
| 5月28日  | 知Q（ちきゅう）まるカジリッ!ムシくぃ〜ず                | |
| 6月4日   | カゼオケ総研〜専門家リレーでわかる!ニッポンのプチ未来〜 | |
| 6月11日  | 爆笑問題&ブラマヨのニュースの金庫番                     | |
| 6月18日  | 負けたら消されるサバイバルゲーム イレイサーイレイサー   | |
| 6月25日  | のどじまんTHE!ワールド〜外国人が熱唱♪ニッポンの名曲〜   | |
| 7月9日   | 5MEN旅                                                  | 何も聞かされていない5人のお笑い芸人が、謎のボスから届くミッションに従い、旅をする。                                                                      |
| 7月16日  | パクパクパーク                                          | |
| 7月23日  | 神の眼                                                  | |
| 7月30日  | 世界名作!ファンタジーランド                             | |
| 8月6日   | 超再現!ベストセラー                                     | |
| 8月13日  | THEレンタル芸能人                                       | |
| 8月20日  | ヒミツの医学〜女医が教えたい愛されるカラダ〜            | |
| 9月3日   | ブラマヨのスポーツ秘話王決定戦「みんなのMVP2」          | |
| 9月10日  | 走れ!メロス!!                                           | 走れメロスの世界観で行われるクイズ番組、一人が走り時間内にボタンを押すともう一人の解答者にクイズが出題される。                                           |
| 9月17日  | 超異色対談〜お会いできてできて光栄です〜                | |
| 9月24日  | キョーレツ人間応援バラエティ! ホシガリータ              | |
| 10月1日  | 家族をつなぐ!魔法のオキテ                               | |
| 10月8日  | THE賞金首                                               | |
| 10月15日 | もしものピンチ教習所                                    | |
| 10月22日 | 芸能界マザコン王選手権                                  | |
| 11月5日  | 天才!ところ塾                                           | |
| 11月12日 | タイムマシン写真SHOW 同ポジ!                            | この回は山梨放送も同時ネットで放送。 |
| 11月19日 | 芸能界へたっぴ王!                                       | |
| 11月26日 | クイズ!ファンタジーランド                               | |
| 12月3日  | 笑う!アメカン                                           | |
| 12月10日 | どれだけ食えスト2                                       | |
| 12月17日 | ブレインアスリート2                                     | |

### 2012年
| 1月14日  | 世界センセイリポート 〜そこに行けば答えが見つかる!?〜 |                                                                                                 |
| 1月21日  | 芸人まるなげロケ会議                                  |                                                                                                 |
| 1月28日  | 宝探（ぽータン）街中に眠る宝を探せ!                   |                                                                                                 |
| 2月4日   | 先端科学ミステリー カイドク                           |                                                                                                 |
| 2月11日  | 大河クイズ 日本の歴史                                 |                                                                                                 |
| 2月18日  | ブラマヨの!全部読みました                             |                                                                                                 |
| 2月25日  | 東京横断ミステリー                                    |                                                                                                 |
| 3月10日  | スピード査定バラエティ カラクリマネー                 |                                                                                                 |
| 3月17日  | まわる!おバカ対戦 暴走クレイジースピン                |                                                                                                 |
| 3月24日  | スクールスクープ甲子園                                |                                                                                                 |
| 3月31日  | これがニッポンの新常識 発見!コレ★スタン byZIP!        |                                                                                                 |
| 4月7日   | キオQトラベラー                                       |                                                                                                 |
| 4月14日  | クイズ80                                              |                                                                                                 |
| 4月21日  | スパイ☆カメラ                                         |                                                                                                 |
| 4月28日  | 謎メキ!お仕事探偵                                     |                                                                                                 |
| 5月5日   | はじめてグランプリ                                    |                                                                                                 |
| 5月12日  | 時代のキーマン百人わかる!クイズ!ニュースの顔          |                                                                                                 |
| 5月19日  | アンキング〜暗記王〜                                  |                                                                                                 |
| 5月26日  | みんないらっしゃいTV                                  | この回のみテレビ新潟は同時ネットで放送。                                                        |
| 6月2日   | 町おこし鬼ごっこバラエティー「エスケーパー」          |                                                                                                 |
| 6月9日   | 正直王                                                |                                                                                                 |
| 6月16日  | 解決!ナイナイアンサー                                 |                                                                                                 |
| 6月23日  | 家政婦になってミタ!世界のワケあり家族!!               | 2012年9月2日の14:00 - 15:00に再編集版が放送された。                                             |
| 7月7日   | トキハカネナリ                                        |                                                                                                 |
| 7月14日  | 2012上半期の立役者 おカゲさまHERO                     | この回のみ山形放送は同時ネットで放送。                                                          |
| 7月21日  | 愛する姫のために                                      |                                                                                                 |
| 7月28日  | 笑神様は突然に…                                       |                                                                                                 |
| 8月4日   | 今答えが気になるクイズ キニなう。                     |                                                                                                 |
| 8月18日  | グレートアンキング 〜暗記王〜                         |                                                                                                 |
| 8月25日  | 芸能人!1万人のイメージVS身内の真実                    | 読売テレビ制作番組。ただし日本テレビが先行放送となり、読売テレビは9月9日の15:00 - 16:30に放送。 |
| 9月8日   | 芸能界センター試験 芸セン!                            |                                                                                                 |
| 9月15日  | ヒトログ                                              |                                                                                                 |
| 9月22日  | 日本人が上がるNEWS                                    |                                                                                                 |
| 9月29日  | ビバ!極上アース                                       |                                                                                                 |
| 10月6日  | 「択」                                                |                                                                                                 |
| 10月13日 | 芸能人家族バトルSHOW ファミリー☆ウォーズ              |                                                                                                 |
| 10月20日 | 世界に挑め!オールJAPAN                                |                                                                                                 |
| 10月27日 | 熱血!スクールスクープ                                 |                                                                                                 |
| 11月3日  | ラブぎゃっぷる                                        |                                                                                                 |
| 11月10日 | アリエナイ真実vs芸人 超!真実決定トーナメント          |                                                                                                 |
| 11月17日 | ピンチを笑いで乗りきれ!!いっぱつ逆転劇場!             |                                                                                                 |
| 11月24日 | 有名人から学ぶ!芸能界アカデミー試験                   |                                                                                                 |
| 12月1日  | 同じ穴の王様                                          |                                                                                                 |
| 12月8日  | 怪盗100面相                                           | 13:30 - 14:55に放送。                                                                           |
| 12月15日 | 有吉VSザキヤマの・・・驚き!フォトろき写真館           |                                                                                                 |

### 2013年
| 1月26日 | 母校ザ・ファイト                                       | |
| 2月2日  | 芸能人が教える学校                                     | 札幌テレビ、テレビ新潟は同時ネットで放送。 |
| 2月9日  | アカルイ終活バラエティ ハッピーエンディングノート      | |
| 2月16日 | 懐かし世代バラエティ!大熱狂!青春思い出バトル           | 読売テレビ制作番組。 日本テレビでは本来は1月19日に先行放送予定だった（1月14日に行われる予定だった「第91回全国高校サッカー選手権大会」決勝が降雪により順延・当日に代替開催の為。）が、この日に遅れ放送に変更。読売テレビでは当初予定通り1月20日16:10 - 17:25に放送。 |
| 3月9日  | 日本人が経営する海外の宿 世界!民宿ジャーニー           | |
| 3月16日 | 同じ穴の王様                                           | 札幌テレビは同時ネットで放送。 |
| 3月23日 | 総理の器                                               | 札幌テレビは同時ネットで放送。 |
| 3月30日 | カラダの教科書                                         | |
| 4月6日  | バトルシティー 商店街対抗グルメ大戦                    | |
| 4月13日 | もしもの夢叶えます!『魔法のランプSHOW2』               | 札幌テレビは同時ネットで放送。 |
| 4月20日 | 芸能界最強トモダチGP                                   | 札幌テレビは同時ネットで放送。 |
| 5月4日  | 所さんと未来の学者がお悩み解決!ノービル科学賞          | |
| 5月11日 | バカまじめ!有吉ゼミ                                    | |
| 5月18日 | あのニュースで得する人損する人                         | |
| 5月25日 | 速報!新発見を新発見TVニュートロンブスのタマりんご      | |
| 6月1日  | 家計防衛検定!お金を守るTV                              | |
| 6月8日  | 有田哲平のちょっといいですか?で始まる番組              | |
| 6月15日 | 激刊!オールスター編集部                                | |
| 6月29日 | 研修の鬼                                               | |
| 7月13日 | 反面教室〜人生で失敗したくない人が見るテレビ〜         | |
| 7月20日 | NGファイヴ                                             | |
| 7月27日 | 驚異のマインドハッカー                                 | |
| 8月3日  | 人生の答え合わせ                                       | |
| 8月10日 | 熱唱!歌まね自慢                                        | アマチュア時代のMr.シャチホコが出演 |
| 8月17日 | 石原良純&長嶋一茂&花田虎上の華麗なる自腹旅             | |
| 8月24日 | A-HA!                                                  | |
| 8月31日 | 家族の夢を叶える おねがいホームズ                      | |
| 9月21日 | 人生ランクアップバラエティ 衝撃!まさかの知られざルール | 読売テレビ制作番組。ただし日本テレビが先行放送となり、読売テレビは9月22日の16:25 - 17:25に放送。 |
| 9月28日 | 激うま!はつおろしマガジン                              | 『サタデーバリューフィーバー』としては最後の放送。 |

| 10月6日  | 今夜ココに泊まります                   | 『サンバリュ』に改題後、初の放送。 |
| 10月13日 | ドンピシャ                             |                                    |
| 10月20日 | ヴォーカリスト 時空を超える歌い手たち  |                                    |
| 11月3日  | 人生クイズハンター!                    |                                    |
| 11月10日 | THE Q                                  | 13:15 - 15:00の放送。              |
| 11月17日 | NGファイヴ2                            |                                    |
| 11月24日 | さまぁ～ずVS（秘）あんけ～と           |                                    |
| 11月30日 | 金色の花道                             | 土曜に放送。                       |
| 12月1日  | 同じ穴の王様                           |                                    |
| 12月8日  | いつか役立つ!かもしれないHOW TO マッチ |                                    |
| 12月15日 | オールスター編集部                     | 第2弾                              |

### 2014年
| 1月19日  | キスマイチャレンジ!全員満点!!                            |                           |
| 1月26日  | クイズ!ピラミッド                                        |                           |
| 2月2日   | つい間違える!?常識の迷宮クイズ 超問1行                   |                           |
| 2月9日   | 東京メモリーズ～あの時あの街であの仲間と～               |                           |
| 2月16日  | バカリ・山里・若林と坂上忍の日本の怒り呑み込みます!      |                           |
| 3月2日   | ツッコミJAPAN                                            |                           |
| 3月9日   | カウントアップ 気になる数字を数えてみた                  |                           |
| 3月16日  | 号泣劇場                                                 |                           |
| 3月23日  | ごちそうさまぁ～ず                                       |                           |
| 3月30日  | 超お宝マーケティング! ソコホル                           |                           |
| 4月6日   | 耳が痛いTV 芸能界カスタマーセンター                      | 第2弾                     |
| 4月13日  | くらしのドラマ                                           |                           |
| 4月20日  | 驚きの真実!ビッグデータSHOW ～ホントの日本が見えてくる～ |                           |
| 4月27日  | NO.1のナンバーワン                                       |                           |
| 5月4日   | クイズ!サバイバル                                        | 第3弾                     |
| 5月11日  | 〜0から作ってみよう〜ゼロイチ!                           |                           |
| 5月18日  | ギュっとまとめました                                     | 第2弾                     |
| 5月25日  | ミヤブレ!ジョーカー                                      | 第2弾                     |
| 6月1日   | バトルファクトリー〜ジャマで敵を蹴落とせ!〜              |                           |
| 6月8日   | 芸能人ですよ旅                                           |                           |
| 6月15日  | 歴智小五郎                                               |                           |
| 6月22日  | 忍24時                                                   |                           |
| 6月29日  | 〜本命vs対抗vs大穴〜芸能界三つ巴バトル                   |                           |
| 7月6日   | 行商の巨人〜ニッポンを売り歩け!〜                        |                           |
| 7月13日  | 沸騰ワード10                                             | 第2弾                     |
| 7月20日  | Dr.カモシレナ医                                          |                           |
| 7月27日  | 専門家100人が出した答え                                  |                           |
| 8月3日   | さまぁ～ずのちょっとだけ変えてみよう!                    | 第2弾                     |
| 8月10日  | 私たち結婚しました                                       |                           |
| 8月24日  | 転ばぬ先の超準備TV                                       |                           |
| 9月7日   | トリマキーマン                                           |                           |
| 9月14日  | 職ー1                                                    |                           |
| 9月21日  | 小さな日本み〜つけた!雑居ジャパン                        |                           |
| 9月28日  | くりぃむしちゅーのヒューマンルーレット                   |                           |
| 10月5日  | 生死を分けたその瞬間 体感!奇跡のリアルタイム             | 読売テレビ制作。          |
| 10月19日 | ザ・ハイライト                                           |                           |
| 10月25日 | 偉人の一生体験バラエティー ゆりはかツーリスト            | 土曜13:30 - 14:30に放送。 |
| 11月2日  | ザ!人間性ダービー                                        |                           |
| 11月9日  | 芸能人と結婚する方法                                     |                           |
| 11月16日 | 芸能人引っ越しセンター                                   |                           |
| 11月23日 | ドラマ化したい偉人伝 クライマックスまで待てない!         |                           |
| 11月30日 | お知らせパパラッチ                                       |                           |
| 12月7日  | 気になるアレがひと目でわかるTV 図ニシテミタイ            |                           |
| 12月14日 | 恐縮です…ウワサの出口調査                                | 第2弾                     |
| 12月21日 | 全部見た!                                                |                           |
| 12月28日 | 1周回って知らない話                                      |                           |

### 2015年
| 1月18日  | 汗かきマーケティングバラエティ 超のぞき見♥1000軒ノック!           |       |
| 1月25日  | 衝動に負けましたSP                                                |       |
| 2月1日   | 追跡!つぶやきウォッチャー                                         |       |
| 2月8日   | 現金輸送者                                                        |       |
| 2月15日  | ジュウブンノサン                                                  |       |
| 2月22日  | 偉人の一生体験バラエティー ゆりはかツーリスト                     | 第2弾 |
| 3月1日   | グッとくる東京観光!!教科書ロケーション                            |       |
| 3月8日   | ○○にひな壇がやってきた                                            | 第2弾 |
| 3月15日  | 今日から始める!○○デビュー                                         |       |
| 3月22日  | 現場のバカヂカラ                                                  |       |
| 4月5日   | 3人にまるなげっ!あえての約束破りロケ                              |       |
| 4月12日  | 子どもに見せたいTV                                                |       |
| 4月19日  | コノ指トマレ                                                      |       |
| 4月26日  | 考えてみるテレビ『世界のベストアンサー』                          |       |
| 5月10日  | ヒネクレ星雲 第4惑星 モノモース                                   | 第2弾 |
| 5月17日  | 華丸大吉のTHEツボネタ                                             |       |
| 5月24日  | グラフクラブ                                                      |       |
| 5月31日  | イキテク 超ベテラン賢者の金言バラエティ                           |       |
| 6月7日   | ヒロミと後藤とゲストのトークバラエティ「ウチのガヤがすみません!」 |       |
| 6月14日  | 超年の差バトル!「神童VS老神」                                     |       |
| 6月21日  | ぐるめぐり〜見ると美味しくなる食ヒストリー〜                      |       |
| 6月28日  | 超頭脳トレード 〜天才たちの頭脳を別分野にトレードしたら〜         |       |
| 7月5日   | セブンエイジ                                                      |       |
| 7月12日  | イチマイウワテ 〜その道のプロも驚く!新雑学〜                      |       |
| 7月19日  | 3日間                                                             |       |
| 7月26日  | QUIZ ジショモン                                                   |       |
| 8月2日   | ラストクライマックス                                              |       |
| 8月9日   | ベツカク〜別の角度で世の中を見るTV〜                              |       |
| 8月30日  | スパルタ・ティーチャー                                            |       |
| 9月6日   | 諸事情により…                                                     |       |
| 9月13日  | お願い!アインシュタイン                                           |       |
| 9月27日  | ピース又吉のふみコミ苑                                            |       |
| 10月4日  | 女のグサッとアカデミア                                            |       |
| 10月18日 | 坂上忍のハンカチ世論調査                                          |       |
| 11月1日  | THEセンタク あの病気になったらどうする？                          | 第2弾 |
| 11月8日  | ※諸説あります！                                                   |       |
| 11月15日 | 衝撃のアノ人に会ってみた!                                         |       |
| 12月6日  | コンプレックス応援バラエティー みんなで悩めばコワくない           |       |
| 12月13日 | 気になるお客サマ こんな商品誰が買うの?                            |       |
| 12月20日 | やってきたテレビ                                                  | 第3弾 |
| 12月27日 | QUIZ ジショモン                                                   | 第2弾 |

### 2016年
| 1月17日  | 黒船派遣社                                                       |                |
| 1月24日  | その時チャンスは舞い降りた！                                     |                |
| 1月31日  | 知られざるアノ人に会う!熱狂ファンワールド                        |                |
| 2月7日   | ドラマにすればニュースがわかる!!「ドラマちっくニュース」         |                |
| 2月14日  | クイズ！思い浮かべる！                                           |                |
| 2月21日  | 医者が勧める人生ゲーム                                           |                |
| 3月6日   | 和食ワールドグランプリ                                           |                |
| 3月13日  | 眠れる森の美術館                                                 |                |
| 3月20日  | 衝撃のアノ人に会ってみた！                                       | 第2弾          |
| 3月27日  | 止まれば終わり                                                   |                |
| 4月10日  | トシにはトシの悩みがある                                         |                |
| 4月17日  | ツイ撃！～つぶやきを追っかけてみたら、こんなモノに出会いました～ |                |
| 4月24日  | UWASAのネタ                                                      |                |
| 5月8日   | その時チャンスは舞い降りた！                                     | 第2弾          |
| 5月15日  | ココロ震えろ!ネプグラフ                                          |                |
| 5月22日  | ドラマにすればニュースがわかる!!「ドラマちっくニュース」         | 第2弾          |
| 5月29日  | ギリギリ撮ってもいいですか？                                     |                |
| 6月12日  | 上には上がいるもんだ                                             |                |
| 6月19日  | 日本ワイドショー大学                                             |                |
| 6月26日  | 衝撃ニュース 追跡リサーチ 調べてみたら驚いた！                   |                |
| 7月3日   | 日本人の本音をリサーチ 思い浮かべる!?                            | 第2弾          |
| 7月17日  | 視聴者参加型!定点カメラバラエティー 内村カメラ                   |                |
| 7月31日  | KID!S！キャンプ ～1泊2日の大冒険～                               |                |
| 8月7日   | 眠れる森の美術館2                                                | 第2弾          |
| 8月21日  | 絵に描いたような、アレ                                           | 第2弾          |
| 9月11日  | そもそも…それっていつから?                                       | 中京テレビ制作 |
| 9月18日  | なれそめ ザ ペアレンツ                                           | 第2弾          |
| 9月25日  | KING OF JAPAN                                                    |                |
| 10月2日  | 上には上がいるもんだ                                             | 第2弾          |
| 10月9日  | クイズ正解は私です…                                              |                |
| 10月16日 | スターMAXアワード 〜あの頃アイツはすごかった〜                   |                |
| 10月23日 | ネプチューンの!なんでそんなこと言ったの?TV                       |                |
| 11月6日  | あの場所で待ってます…                                            |                |
| 11月13日 | スポノミクス〜ガッポリ稼げるマル金スター劇場〜                   |                |
| 11月20日 | ナミダ食堂                                                       | 第2弾          |
| 11月27日 | 最下位宣告TV ビリ神                                              |                |
| 12月4日  | ガッカリ名所の楽しみ方教えます よーく見て！細ハッケン★旅行社     |                |
| 12月11日 | 最後の一日 最後の言葉 〜本当にそれでイイんですか?〜              |                |
| 12月18日 | コスパの神様                                                     |                |
| 12月25日 | グレートコネクション                                             |                |

### 2017年
| 1月15日  | どきどきMAXランキング                                        |                       |
| 1月22日  | 絵に描いたような、アレ                                       | 第3弾                 |
| 1月29日  | 正解のない問題                                               | 第2弾                 |
| 2月12日  | 奇跡!偶然!衝撃!プレゼンSHOWそんなことある!?                  |                       |
| 2月19日  | NEWSのNEWSにならないNEWS ニューニューニュー                  |                       |
| 2月26日  | ネプチューンの!なんでそんなこと言ったの？TV                  | 第2弾                 |
| 3月5日   | あの場所で待ってます…                                        | 第2弾                 |
| 3月12日  | 仲良し有名人の休日 週末!ごほうび旅                           |                       |
| 3月19日  | 金のなる木は見分けられる? 黒字のタネ赤字のタネ               |                       |
| 3月26日  | 大人のワイドショー                                           |                       |
| 4月9日   | いつかボクらもご意見番 コメンテーター予備校                  |                       |
| 4月16日  | インテリが知らない世界のおバカ疑問                           |                       |
| 4月30日  | かいしんのいちげき ～自分で選ぶ自分の一番～                  |                       |
| 5月7日   | THE 城攻め                                                   |                       |
| 5月14日  | たった1問で分かる!カリスマテスト                             |                       |
| 5月21日  | 大都会は眠らない 密着!真夜中の仕事人                         |                       |
| 5月28日  | ニッポンのお母ちゃん～ボクらは“あなたの愛”で、できている。～ |                       |
| 6月4日   | 匿名希望～芸能人が匿名で公募に挑戦!合格者続々登場SP～        |                       |
| 6月11日  | NEWアベレージピープル                                        | 第3弾                 |
| 6月18日  | 懐かしブームのその後を追跡『見タイムライン』                 |                       |
| 7月16日  | すぐそこ美人に聞いてみた!                                    |                       |
| 7月23日  | ウケる!偉人伝 人気芸人がコントで熱演！史実はどっち?          |                       |
| 8月6日   | ～世間の愚痴から今を知る～「神様のグチ2」                    | 第2弾                 |
| 8月13日  | ものまねグランプリ真夏の番外編 人気番組のっとりSP            |                       |
| 9月3日   | 外国人観光客に思い切って注意してみました ニッポンのマナー    |                       |
| 9月17日  | 坂上忍と○○の彼女                                             |                       |
| 10月1日  | いたー!ヤバい生き物 キケン生物と大バトル                     |                       |
| 10月15日 | 親の顔が見てみたい!                                          |                       |
| 10月22日 | 女心がわかる男、わからない男。                               |                       |
| 10月29日 | 出川哲朗のアイ・アム・スタディー                             | 16:00 - 17:00に放送。 |
| 11月5日  | ナースの素顔に密着!命の最前線 ～ドラマじゃないリアルな物語～ |                       |
| 11月12日 | フルって発掘No.1                                             |                       |
| 11月19日 | 坂上忍の天国か?地獄か?～人生崖っぷち!運命の一戦～            |                       |
| 12月10日 | グレート☆パパラッチ                                          |                       |
| 12月17日 | 動画甲子園～高校生映像コンテスト～                           |                       |
| 12月24日 | B面政治家                                                    |                       |

### 2018年
| 1月21日  | お母ちゃんのXデー!運命の１日…どうなる?                      |                                                           |
| 1月28日  | 世界でたったひとつのプレミアムテスト                        |                                                           |
| 2月4日   | エイキョーさん～芸能人の影響で人生変わっちゃいました～      |                                                           |
| 2月18日  | こんな所でヒットソング                                      |                                                           |
| 2月25日  | おそらく…人類初調べTOP10                                    | 第2弾                                                     |
| 3月4日   | 見え方一変バラエティー それを踏まえてもう一度               |                                                           |
| 3月18日  | すぐさま!始めマスター                                       |                                                           |
| 3月25日  | 怪盗シティ                                                  |                                                           |
| 4月8日   | 日本一なら出来るかな!?                                      |                                                           |
| 4月15日  | グレートコネクション                                        | 第4弾                                                     |
| 4月22日  | 口をそろえて 〜アノ人もアノ人もアノ人も言ってました〜       |                                                           |
| 4月29日  | クセが強すぎる!幸（さっちー）家族                           |                                                           |
| 5月6日   | B面政治家                                                   | 第2弾 13:15 - 15:00に放送。                               |
| 5月13日  | THE突破ファイル～驚きの発想が生んだ突破劇～                 |                                                           |
| 5月20日  | 日の丸プレゼンター                                          |                                                           |
| 6月3日   | 都会で踏ん張る!!ワンダ古ハウス～住み続ける理由は何ですか?～ |                                                           |
| 6月10日  | THEスターを作った母の魔法SP                                 |                                                           |
| 6月17日  | 出張!加藤浩次の1億総コメンテーター                          |                                                           |
| 7月1日   | みんなの大喜利                                              |                                                           |
| 7月8日   | 私、コレで成功しました～密着!富女子2018～                   |                                                           |
| 7月15日  | OBvs現役 プロ野球好珍バトル2018夏                           |                                                           |
| 7月22日  | 歩王～ウオーキング～                                        | 13:15 - 15:00に放送。                                     |
| 7月29日  | ニュースな日本語～いつだって言葉は進化する～                |                                                           |
| 8月5日   | 内村&さまぁ〜ずの初出しトークバラエティ 笑いダネ            |                                                           |
| 8月12日  | はじめまして!一番遠い親戚さん                               |                                                           |
| 9月16日  | 99％の人が行かないニッポン〜1％の観光客ってどんな人?〜      |                                                           |
| 9月23日  | この歌が聴きたいベストテン                                  |                                                           |
| 9月30日  | エイキョーさん2～芸能人の影響で人生変わっちゃいました～     | 第2弾。第3弾は2019年1月1日（23:15-24:39）に年始特番放送。 |
| 10月7日  | ヒロミーティング～またTVでいじりたい人たち～                | 13:15 - 15:00に放送。                                     |
| 10月14日 | 落ちても、落ちても…あきらめきれない人                       |                                                           |
| 10月21日 | 本当は教えたくない!切り札（公開）ツアー!!                   |                                                           |
| 11月4日  | ニュースな人の家が見てみたい!                               |                                                           |
| 11月11日 | クイズ!あなたは小学5年生より賢いの?                         | 第2弾                                                     |
| 11月18日 | 旅する ワンダ古ガイドブック                                 |                                                           |
| 11月25日 | THEダメンディ俳優                                           |                                                           |
| 12月2日  | 限界突破!アスリミット                                       |                                                           |
| 12月16日 | ニュースな日本語～いつだって言葉は進化する～                | 第2弾                                                     |

### 2019年
| 1月20日  | 学校今昔アカデミア                                               |                                                                 |
| 1月27日  | そんな奴いねぇだろ!?                                             |                                                                 |
| 2月3日   | デジタルにらめっこ WARAE                                         |                                                                 |
| 2月10日  | ナン年後かをのぞき見バラエティー 今すぐ話さなきゃいけない未来    |                                                                 |
| 2月17日  | 街ブラ de ビンゴ                                                 |                                                                 |
| 2月24日  | 栄子と直美のワーキングブルース                                   |                                                                 |
| 3月3日   | ネタドラ〜漫才・コントを原作にドラマ化〜                         | 第2弾                                                           |
| 3月10日  | the脱出                                                          | 13:15 - 15:00に放送。                                           |
| 4月14日  | 女心わかってる?テスト                                            |                                                                 |
| 4月21日  | 大人が本気で遊んだら?                                            |                                                                 |
| 4月28日  | 逆転!学べるスクール                                              |                                                                 |
| 5月12日  | 密着巨大母子病院～小さな命を救う女性たち～エマージェンシーナース |                                                                 |
| 5月19日  | 限界突破!アスリミット                                            | 第2弾 13:15 - 15:00に放送。                                     |
| 5月26日  | 凄技!仮スマ動画                                                  |                                                                 |
| 6月9日   | 若林ノブ秋山の 揃いも揃って言ったコト                            | 第2弾                                                           |
| 6月16日  | 笑わせたら福来たる                                               |                                                                 |
| 6月23日  | あの時は本気でテンパった                                         |                                                                 |
| 7月14日  | クイズ!あなたは100点満点!?                                       |                                                                 |
| 7月21日  | 50日間で女性の顔は変わるのか!?                                   | 13:15 - 15:00に放送。                                           |
| 7月28日  | 穴埋めクイズＱ落下                                               |                                                                 |
| 8月4日   | ナン年後かをのぞき見バラエティー 今すぐ話さなきゃいけない未来    | 13:15 - 15:00に放送。                                           |
| 8月11日  | リベンジマッスル                                                 |                                                                 |
| 9月15日  | ビューティープライド〜美しきメイクの戦い〜                       |                                                                 |
| 9月22日  | 一撃解明バラエティ「ひと目でわかる!!」                           |                                                                 |
| 9月29日  | 未解決クラブ                                                     |                                                                 |
| 10月20日 | ヤバイ話をマンガにしてみた                                       |                                                                 |
| 11月3日  | やりすぎ地球防衛軍                                               |                                                                 |
| 11月17日 | はじめましてわたしを好きなひと                                   |                                                                 |
| 11月24日 | リアル無理ゲー。                                                 |                                                                 |
| 12月1日  | お水いりませんか?世界のヨッパライ大図鑑                          |                                                                 |
| 12月8日  | the 脱出                                                         | 第2弾 13:30 - 15:00に放送。                                     |
| 12月15日 | こども遊びを究極スケールアップ「ビッグ☆プレイ」                  | 第2弾 製作局の読売テレビは、12月14日の12:53 - 13:53に放送予定。 |

### 2020年
| 1月19日  | 99%の人が行かないニッポン                                  | 第2弾 13:15 - 15:00に放送。         |
| 1月26日  | ノンフィクションタクシー                                   | 第2弾                               |
| 2月9日   | 実は私こういう者でして                                     | 第2弾                               |
| 2月16日  | 「ヤバいよ!リアルガチVEGAS!!」～前代未聞のアスリート対決～ |                                     |
| 2月23日  | 芸能界私物大放出バラエティー「ボーダー！オークション」     |                                     |
| 3月8日   | 鬼の錬金マスター                                           |                                     |
| 3月22日  | 上書きゴシップ〜ちょっとそれ違うんです〜                   |                                     |
| 4月12日  | 人間vsAI 前代未聞の歌&俳句バトル                           | 第2弾                               |
| 6月28日  | スペシャルドラマ「ダブルブッキング」                       |                                     |
| 7月19日  | スポーツ撮れちゃった!フィルムフェスティバル～2020夏～      | 13:15 - 15:00に放送。               |
| 7月26日  | 究極の心理戦バラエティ クライマックスゲーム                |                                     |
| 8月30日  | THEトラップハウス                                          |                                     |
| 9月13日  | いた!ヤバイ生き物 最強バトルファイル                       |                                     |
| 9月20日  | 解王-トキオウ-                                             | 13:15 - 15:00に放送。               |
| 10月4日  | 画にする神サマ                                             | この回から12:45 - 13:45に放送。     |
| 10月18日 | 有頂天マイク                                               |                                     |
| 11月1日  | 天下一音楽祭                                               |                                     |
| 11月8日  | WARAハウス                                                 |                                     |
| 11月15日 | 超無敵クラス                                               |                                     |
| 11月22日 | いざわ・ふくらの解けば解くほど賢くなるクイズ               |                                     |
| 12月6日  | クラッシュパーク                                           | 再びこの回から13:15 - 14:15に放送。 |
| 12月13日 | 世界進出オーディション!グローバルステージ!                 |                                     |

### 2021年
| 1月17日  | 変幻自在スクイーズ                                        | 12:45 - 13:45に放送。                                |
| 1月24日  | 人生見極めドキュメント～絶対こうなると思ってた。          |                                                      |
| 1月31日  | 隣のホラー女子～芸能人がゾッとする裏の顔～                |                                                      |
| 2月14日  | 漫才JAPAN                                                 |                                                      |
| 2月21日  | いざわ・ふくらの解けば解くほど賢くなるクイズ              | 第2弾。                                              |
| 2月28日  | 止まったままの人生時計が動き出す～1時間後に初告白します～ |                                                      |
| 3月7日   | 番付ヤンキース                                            |                                                      |
| 3月14日  | ワタシが決めてます                                        |                                                      |
| 3月21日  | クイズハッカー                                            | 第3弾。13:15 - 15:00に放送。                         |
| 3月28日  | 疾走!エイトマイル                                         |                                                      |
| 4月4日   | 好きすぎて嫌いベスト10                                    | 再びこの回から12:45 - 13:45に放送。                  |
| 4月11日  | MEKURE                                                    | 12:45 - 13:25に放送。                                |
| 4月18日  | 一撃解明バラエティー ひと目でわかる!!                     | 12:45 - 14:30に放送。                                |
| 5月2日   | ファクトチェック～都市伝説では終わらせない～              |                                                      |
| 5月16日  | 変幻自在スクイーズ                                        | 第2弾。12:45 - 14:30に放送。                         |
| 5月23日  | King & Princeる。                                         | King & Princeの初冠番組。                            |
| 5月30日  | チョイス君と地雷ちゃん                                    | 12:45 - 13:30に放送。                                |
| 6月6日   | シンカゾク宣言                                            |                                                      |
| 6月13日  | 目指せ!グローバルスター                                   | 12:45 - 14:30に放送。                                |
| 7月4日   | 一撃ーICHIGEKIー                                          |                                                      |
| 7月11日  | 錬金バトルKASEGE                                          |                                                      |
| 7月25日  | 1分入魂～どうか1分だけ見てください～                      |                                                      |
| 8月8日   | 100秒サバイバルクイズ ナルハヤ                            |                                                      |
| 8月15日  | エイトマイル                                              | 第2弾。                                              |
| 8月29日  | 押っ忍!おもロケ団                                         |                                                      |
| 9月5日   | 熱唱!ミリオンシンガー                                     | 札幌テレビ、青森放送、テレビ岩手は同時ネットで放送。 |
| 9月19日  | マネたいMONEY                                             |                                                      |
| 9月26日  | FIVE WORDS                                                |                                                      |
| 10月3日  | 1番持ち寄りバラエティ 我がMAX                             |                                                      |
| 10月10日 | ハマる!動画テイスティングTV コスループ                    |                                                      |
| 10月17日 | 解禁コネコネクラブ                                        |                                                      |
| 10月24日 | 経済情報評価バラエティー 霜降り風磨のワクワク経済         |                                                      |
| 11月7日  | THE MAKEOVER                                              |                                                      |
| 11月14日 | 錬金バトルKASEGE                                          | 第2弾。12:45 - 14:30に放送。                         |
| 11月21日 | GYOKAIファイトクラブ                                      |                                                      |
| 12月5日  | クイズ!正解が決まってない!!                               | 生放送。                                             |
| 12月12日 | お笑い密室ミッション WARAゲーム                           |                                                      |
| 12月19日 | 推し匠さんの幻ツアー                                      |                                                      |
| 12月26日 | 疑場                                                      |                                                      |

### 2022年
| 1月16日  | 究極クイズつくります                                             | |
| 1月23日  | サイエンスバトル理論武闘                                         | |
| 1月30日  | 開演まで30秒!お笑いタッグマッチSHOW                              | |
| 2月6日   | 1日1便乗ってきました                                             | |
| 2月20日  | ギョーカイ感謝祭                                                 | |
| 2月27日  | カズレーザーと学ぶ。                                             | |
| 3月6日   | サバイバル水鉄砲!一撃                                            | 第2弾。出演者の1人であるゆうちゃみが、宝箱を獲得するために走っていた際、足元のバランスを崩し、転倒して左下腿骨を骨折した。 |
| 3月13日  | バカリと大悟の人類極限クイズ                                     | |
| 3月20日  | まなべるストリートビュー                                         | |
| 3月27日  | ポテンシャル研究所                                               | |
| 4月10日  | ドキドキドキュメントSHOW いきざま大図鑑                          | この回から14:00 - 15:00に放送。                                                                                            |
| 4月17日  | 有吉さん!NEWSです                                                | 第2弾 |
| 4月24日  | テレビギャング                                                   | |
| 5月1日   | 前人未笑                                                         | |
| 5月8日   | ヤバい席                                                         | |
| 5月15日  | 新冒険ラストベガス                                               | |
| 6月5日   | かまいたちのアイツが俺に火をつけた                               | |
| 6月19日  | 秒速脱落サバイバルSECOND                                         | 14:00 - 15:30に放送。 |
| 6月26日  | 陣 JIN -陣地争奪バトルー                                         | 14:00 - 15:30に放送。 |
| 7月3日   | 霜降り風磨のワクワクメディア                                     | 第2弾。 |
| 7月10日  | 1日バカンパニー                                                  | |
| 7月17日  | 人間検証バラエティー 叡智の狂宴                                  | |
| 7月24日  | 高校生映像アワード                                               | |
| 7月31日  | できる?できない?                                                 | |
| 8月7日   | クイズ!イレイサー                                                | |
| 8月21日  | ご当地丼カーJAPAN                                                | |
| 9月11日  | 本日、私が仕切ります。〜女神たちの全力癒しツアー〜               | |
| 9月18日  | シンにっぽん人物伝                                               | |
| 9月25日  | ヒトん家覗き見アドベンチャー 「ジャングル・ファミリー」          | |
| 10月2日  | 有田パパの子ども図鑑                                             | |
| 10月16日 | めんどく才能                                                     | |
| 10月23日 | “珍しいの向こう側”徹底調査ドキュメンタリー 1%×1%                 | |
| 11月6日  | 歌のシン・トップテン                                             | |
| 11月13日 | アノ娘にハマり飯                                                 | |
| 11月20日 | 藤井貴彦のザ・ファクトチェック                                   | |
| 11月27日 | カタミのレシピ                                                   | |
| 12月4日  | オナジナ〜有名人と同姓同名さん、恋と仕事とお金をくらべてみたら〜 | |
| 12月11日 | メシドラ                                                         | |
| 12月18日 | あの素晴らしい旅をもう一度                                       | |

### 2023年
| 1月15日  | アンタッチャブルのがむしゃらグルメ団                    | 14:00 - 15:30に放送。                                                                                |
| 1月22日  | キャリーオーバー                                        | |
| 1月29日  | ゴタクを並べてワッハッハ                                | |
| 2月5日   | あらゆるモノを計測バラエティ!アレコレはかり隊           | |
| 2月12日  | 福岡くん。東京におジャマしますSP                        | 系列局とともに番組を作り上げる「共創プロジェクト」第一弾。福岡放送制作の為、福岡放送でも同時ネット。 |
| 2月19日  | 世界未開グルメ                                          | |
| 2月26日  | 熱烈!ホットサンド!SP 〜初心にかえって東京で北海道探し〜 | 「共創プロジェクト」第二弾。札幌テレビ放送制作。                                                     |
| 3月5日   | お笑いプレイリスト                                      | |
| 3月12日  | 稼ぐならイマだ!解金!企画SHOW 総額71億円超の企画書       | |
| 3月19日  | あのとき告っていればどうなった?!                        | 第3弾。14:00 - 15:25に放送。                                                                         |
| 3月26日  | 燃えろ!番狂わせスタジアム                               | |
| 4月9日   | 霜降り風磨の賛否アリマス                                | |
| 4月16日  | イツマデモツカ                                          | |
| 4月23日  | 私の代わりに食べてきて!                                 | |
| 4月30日  | キャリアハーイ〜いろんな自己ベスト更新の瞬間見せます〜  | |
| 5月7日   | 世界を笑わせろ グローバルコメディアン                   | |
| 5月14日  | 歌のシン・トップテン                                    | 第2弾。                                                                                              |
| 5月21日  | 芸能人のそこだけ視察ショウ イロメガネ                   | |
| 6月4日   | THEラストワン                                           | |
| 6月11日  | ビッグデータでわかったニッポン人の頭の中                | |
| 6月25日  | 5ライフセイバーズ                                       | |
| 7月2日   | トークで落とせ!大悟の芸人領収書                         | |
| 7月16日  | 世界珍ツアー大賞                                        | |
| 7月30日  | 超人運動会~一流アスリート大集合~                        | |
| 8月13日  | ワールドモメゴトリポート                                | |
| 8月20日  | 今日から日本人になります!                               | |
| 9月3日   | せっかち勉強〜知らないとヤバイこと〜                    | |
| 9月10日  | 100クエスチョン                                         | |
| 9月17日  | 長者の家でいただきます!                                 | |
| 9月24日  | 藤井貴彦のザ・ファクトチェック                          | 第2弾。                                                                                              |
| 10月1日  | Second School Life                                      | |
| 10月8日  | 目指せ!人生の大逆転!出航!一攫千金船                     | |
| 10月15日 | くりぃむしちゅーのマル日後にわかるホント                | |
| 10月22日 | 有名人の知らない有名人の話!                             | |
| 11月5日  | オー!マイゴッド!あなたは誰を信じますか?                 | |
| 11月12日 | 今すぐ知りTIME                                          | |
| 11月19日 | キャラ渋滞系旅バラエティー 渋滞で行こう!                | |
| 11月26日 | もしも法律が作れたら?                                   | |
| 12月3日  | モヤモヤ解決バラエティー!!なんなん                      | |
| 12月10日 | ハイツ東五反田201                                       | |
| 12月17日 | 世界の芸能人ハウス                                      | |

### 2024年
| 1月21日         | 世界¥コノ映像いくらデスカ?                                  |                                                                                   |
| 1月28日         | 一番知りたいコトに答えます!ニュースこれさえランキング       |                                                                                   |
| 2月4日          | 教えちゃイケない?天使の数字?悪魔の数字?                     |                                                                                   |
| 2月11日         | ヒロミ・カレンに挑戦状 新潟vs東京 目指せ!首都移転           | 制作協力：テレビ新潟（TeNY） （TeNYでは2月9日19:00-19:56に先行放送）              |
| 2月18日         | ブラックボックス                                            |                                                                                   |
| 2月25日         | 買談バナシ～なんで買ったか聞いてみた～                      |                                                                                   |
| 3月3日          | ひらめきスタジアム                                          |                                                                                   |
| 3月10日         | 解決食堂                                                    |                                                                                   |
| 3月17日         | 緊張と緩和                                                  |                                                                                   |
| 3月24日         | シンニッポンミステリー                                      |                                                                                   |
| 3月31日         | 知っている仕事の知らないパーティー                          |                                                                                   |
| 4月14日         | リベジョ〜憎きヤバ男にテンチュー下す〜                      | 第2弾。                                                                           |
| 4月21日         | 愛の褒めごろし〜私しか知らない棘あり処世術〜                |                                                                                   |
| 4月28日         | キャラ渋滞系旅バラエティー 渋滞で行こう!                    | 第2弾。14:00 - 15:30に放送予定。                                                  |
| 5月5日          | デビュー戦TV                                                |                                                                                   |
| 5月12日         | 有名人が惚れた爆笑ネタ ホレネタ                             |                                                                                   |
| 5月26日・6月2日 | 続々〜ゾクゾク〜                                            | 6月2日は14:00 - 14:55に放送予定。                                                 |
| 6月23日         | THE 密着³                                                   |                                                                                   |
| 6月30日         | 一茂vsかまいたち 真実は一つじゃない                         |                                                                                   |
| 7月14日         | マネキンシティ                                              |                                                                                   |
| 7月21日         | 変顔スパイ                                                  |                                                                                   |
| 7月28日・8月4日 | 犬とラーメンと赤ちゃん!                                     | 出演者：令和ロマン、ラランド、ヨネダ2000                                          |
| 8月11日         | クイズタイムリープ                                          |                                                                                   |
| 8月18日         | ニッポンこれさえランキング                                  | 第3弾。14:00 - 15:30に放送予定。                                                  |
| 9月15日         | にっぽんPOV紀行                                             |                                                                                   |
| 9月22日         | 芸人〇〇1グランプリ                                         |                                                                                   |
| 9月29日         | 芸能人が転生したら…〇〇だった件                             |                                                                                   |
| 10月6日         | スター発掘バラエティー あとは見つかるだけ                   |                                                                                   |
| 10月13日        | 人生で1番長かった日                                         | 14:00 - 15:30に放送。                                                             |
| 11月3日         | ドキュメンタリー好き芸人が見る!聞く!密着365日阿部兄妹の真実 |                                                                                   |
| 11月10日        | 母を訪ねて in the World                                     |                                                                                   |
| 11月17日        | ANTS〜ぜんぶ運べば一獲千金〜                                |                                                                                   |
| 11月24日        | ダンス最強チームバトル ダンバト                             |                                                                                   |
| 12月1日         | おとぎダマし                                                | 第2弾。第1弾は「Friday's EDGE」枠（2024年6月29日）。                              |
| 12月8日         | すぎるヤツ～Too much na People～                            | 第2弾が「Friday's EDGE」枠（2025年3月29日 - 4月12日）で「スギるヤツ」として放送。 |
| 12月15日        | 早口言葉日本一決定戦 極舌                                   |                                                                                   |

### 2025年
| 1月12日      | 芸人〇〇1グランプリ                                    | 第2弾。 |
| 1月26日      | X秒後の新世界                                          |         |
| 2月2日・9日  | アスラクションパーク                                   |         |
| 2月16日      | 胸キュンタイムスリップ                                 |         |
| 2月23日      | WHY?ニッポンハネムーン                                 |         |
| 3月2日       | 超速!変身カウントダウン                                |         |
| 3月23日      | 秘密の教室                                             |         |
| 3月30日      | 林修 若林の今なんでこーなった?～日本を変えた近現代史～ |         |
| 4月13日      | バカリ山里の操縦AWARD～人気芸能人 動かしてみた～       |         |
| 4月20日      | 一茂カズ VS THE業界ジン                                |         |
| 4月27日      | 日本ダ・ダ・ダ大移動                                   |         |
| 5月4日       | 空から地下まで!バナナマンの標高ツアー                  |         |
| 5月11日      | X秒後の新世界                                          | 第2弾。 |
| 5月18日      | エース・周杜のちゃんとやれるかな?                      |         |
| 6月8日       | 芸人○○-1グランプリ                                     | 第3弾。 |
| 6月15日      | バカリ&風磨のヒエラルキー                              |         |
| 6月22日      | アスラクションパーク                                   | 第2弾。 |
| 6月29日      | ニッポン井戸端サミット                                 |         |
| 7月13日      | ナインティナインの人生予習スゴロク                     |         |
| 7月27日      | ひみつのおてつだい                                     |         |
| 8月3日・10日 | 小泉孝太郎の地元フルコース                             |         |

## この枠からレギュラー化した番組
オトナの資格
大竹一樹・名倉潤司会のバラエティ番組。2007年10月13日から半年間、土曜夕方に放送。
オジサンズ11
民放各局の元アナウンサーなどが集まったバラエティ番組。2007年10月15日から約1年間、月曜22時台に放送。
脳天イライラクイズ
2008年4月から2か月、土曜夕方に放送。前述の「クイズ!イライラ脳天スタジアム」からは、監督を含めた4人1チームの2チーム対抗戦であること以外全て刷新された。
3人協力クイズ!シャムロック
2008年3月の特番を経て、同年6月7日から2か月、土曜夕方に放送。
ラリーKING
2008年12月6日から2か月、土曜夕方に放送。
ガールズ・ライク・マネー
2009年2月7日から2か月、土曜夕方に放送。
爆笑問題の評決クダル!
2009年4月から5か月、帯番組『サプライズ』の金曜日コーナーとして放送。
寿命をのばすワザ百科
2009年4月4日から2か月、土曜昼に放送。2010年7月9日より2か月、金曜19時台に放送。
密室謎解きバラエティー 脱出ゲームDERO!
2009年12月19日から2か月、土曜昼に放送。2010年4月21日から2011年3月9日までの11か月間水曜19時台で放送。2011年4月以降も本番組は継続されることになっていたが、2011年3月11日に東日本大震災（東北地方太平洋沖地震）が発生し、『DERO!』のゲーム内容に地震被害や津波を想起させる演出が含まれていたため結局3月9日の放送を最後に放送終了となり、約4か月後の2011年7月6日から『宝探しアドベンチャー 謎解きバトルTORE!』にリニューアルされ、2013年2月25日に終了。
ミリオンダイス
2010年1月14日から帯番組『SUPER SURPRISE』の木曜日企画として放送。
SUPER SURPRISE終了後もそのまま1900枠の同時間帯に放送され、2011年2月17日に終了。
不可思議探偵団
2010年4月12日から1年半、月曜19時台に放送。
東野・岡村の旅猿 プライベートでごめんなさい…
2010年10月11日から9か月、月曜バリューナイト枠で放送。その後、特番として定期放送をしながら2012年10月12日から3か月限定で金曜深夜にシーズン2、2013年4月9日から火曜深夜にシーズン3、2013年10月6日から日曜朝にシーズン4以降を3か月限定で放送。その後、2016年10月13日から木曜日1:29 - 1:59（水曜日深夜）にシーズン10以降を放送。2025年3月でレギュラー放送終了。
スター☆ドラフト会議
2011年4月12日から2年間、火曜22時台に放送。
バカなフリして聞いてみた
2011年4月19日から半年間、火曜バリューナイト枠で放送。
1番ソングSHOW
2011年6月11日から2か月、土曜深夜に放送。2011年10月から2年9か月、水曜19時台に放送。
世紀の和解SHOW
2011年8月6日から2か月、土曜深夜に放送。
5MEN旅
2011年10月19日から半年間、水曜バリューナイト枠で放送。
笑う!アメカン
2012年1月7日から2か月、土曜深夜に放送。2012年4月からは『みんなのアメカン』に改題し、木曜19時台に5か月間放送。
ブレインアスリート
2012年4月1日から2か月、日曜夕方に放送。
超再現!ベストセラー
『超再現!ミステリー』に改題し、2012年4月17日から5か月、火曜21時台で放送。
スピード査定バラエティ カラクリマネー
2012年6月10日から2か月、日曜夕方に放送。
クイズ80
2012年10月9日から2か月、火曜深夜に放送。
解決!ナイナイアンサー
2012年10月23日から4年半、火曜21時台に放送。
スクールスクープ甲子園、熱血!スクールスクープ
『赤丸!スクープ甲子園』に改題し、2013年4月15日から4か月、月曜19時台に放送。
笑神様は突然に…
2013年4月19日から2年半、金曜19時台に放送。
バカまじめ!有吉ゼミ
『有吉ゼミ』に改題し、2013年10月7日から月曜19時台で放送中。
あのニュースで得する人損する人
2013年10月10日から5年間、木曜19時台に放送。末期は『得する人損する人』に改題した。
沸騰ワード10
2015年10月30日から金曜19時台に放送し、2019年10月25日からは金曜20時台に移動し放送中。
つい間違える!?常識の迷宮クイズ 超問1行
『究極の○×クイズSHOW!!超問!真実か?ウソか?』に改題し、2016年5月6日から3年4か月間金曜20時台に放送。
ジュウブンノサン
2016年7月9日から1か月、土曜深夜に放送。
1周回って知らない話
2016年9月7日から2年半水曜19時台に放送。
ウチのガヤがすみません!
2017年4月4日から4年半火曜プラチナイト枠で放送。
正解のない問題
2017年7月26日から1か月、水曜深夜に放送。
NEWアベレージピープル
2017年10月20日から3か月、金曜深夜に放送。
坂上忍と○○の彼女
2018年1月12日から3か月、金曜深夜に放送。
女心がわかる男、わからない男。
2018年4月13日から3か月、金曜深夜に放送。
出川哲朗のアイ・アム・スタディー
2018年7月20日から3か月、金曜深夜に放送。
THE突破ファイル
2018年10月25日から木曜19時台で放送中。
衝撃のアノ人に会ってみた!
2019年4月3日から1年間、水曜19時台に放送。
クイズ!あなたは小学5年生より賢いの?
2019年10月18日から5年間、一部の系列局を除き金曜19時台で放送。
超無敵クラス
2021年4月9日から1ヶ月間土曜0:30（金曜深夜）に放送。2021年10月5日から『ウチのガヤがすみません!』の後番組として火曜プラチナイト枠で半年間放送後、4月10日から当番組枠を繰り下げて日曜12:45 - 14:00に放送。2025年3月で終了。
漫才JAPAN
2021年5月8日と15日の土曜0:30（金曜深夜）に放送。
クイズハッカー
2021年5月22日から3週連続で土曜0:30（金曜深夜）に放送。
いざわ・ふくらの解けば解くほど賢くなるクイズ
2021年6月12日から3週連続で土曜0:30（金曜深夜）に放送。
ヤバいよ!リアルガチVEGAS!!
2021年7月17日から3週連続で土曜0:30（金曜深夜）に放送。
一撃解明バラエティ ひと目でわかる!!
MCを中村倫也から亀梨和也に変更して、2021年10月19日から火曜22時台で1年間放送。
100秒サバイバルクイズ ナルハヤ
『50秒サバイバルクイズ ナルハヤ』に改題して、2021年11月13日から4週連続で土曜0:30（金曜深夜）に放送。　
解禁コネコネクラブ
2022年1月15日から3週連続で土曜0:30（金曜深夜）に放送。　
King & Princeる。
2022年1月16日から日曜昼に放送し、4月2日から土曜昼に1年1ヶ月放送。
1分入魂
2022年4月9日から全12回土曜0:30（金曜深夜）に放送。
バカリと大悟の人類極限クイズ
2022年7月2日から3週連続で土曜0:30（金曜深夜）に放送。
カズレーザーと学ぶ。
2022年10月25日から2025年9月まで火曜22時台で放送中。
メシドラ
『メシドラ〜兼近&真之介のグルメドライブ〜』に改題して2023年10月7日から土曜11:55から放送。2025年4月から日曜昼12:45に放送枠移動。
ビッグデータでわかったニッポン人の頭の中
『ニッポン人の頭の中』に改題して、2023年10月21日から半年間土曜10:30に放送。
世界未開グルメ
『世界頂グルメ』に改題して、2024年4月17日から『水曜ドラマ』の後枠として1年間水曜22時台で放送。
大悟の芸人領収書、開演まで30秒!お笑いタッグマッチSHOW
2024年4月1日から30分2部構成となった月曜プラチナイト枠にて、『大悟の芸人領収書』は第1部（23:59 - 翌0:29）、『開演まで30秒!お笑いタッグマッチSHOW』は、『開演まで30秒!THEパニックGP』に改題して第2部（0:29 - 0:54）としてそれぞれ放送中。
オー!マイゴッド!あなたは誰を信じますか?
『オー!マイゴッド!私だけの神様、教えます』に改題して、2024年4月20日から土曜10:30に放送。
一茂vsかまいたち 真実は一つじゃない
『一茂×かまいたち ゲンバ』に改題して、2024年12月1日から日曜10:25に放送。

## ネット局
- 基本的には日本テレビのみ[3]。読売テレビ制作番組放送回は同局でも放送され、日本テレビでは同局より遅れもしくは先行ネットとなる。
- 『サタデーバリューフィーバー』時代は日本テレビ以外では札幌テレビ・山梨放送が同時ネットで放送していたが、主に穴埋め等で単発扱いで放送している局がほとんどであった。
  - ただし、札幌テレビ・山梨放送以外でも単発で同時ネットする場合があった。